# Górnik Zabrze (handball)
Maillots
Le Górnik Zabrze est un club de handball situé à Zabrze en Pologne. Fondé en 1959, il a remporté deux fois le Championnat de Pologne et trois fois la Coupe de Pologne dans les années 1980. S'il est aujourd'hui nettement dominé par le KS Kielce et le Wisła Płock, le club participe régulièrement aux compétitions européennes depuis 2013.

## Palmarès
Compétitions nationales
- Championnat de Pologne (2) : 
  - Vainqueur en 1989 et 1990
  - Deuxième en 1976, 1979 et 1988
  - Troisième en 1967, 1985, 1987 et 2014
- Coupe de Pologne (3) : 
  - Vainqueur en 1984, 1988 et 1990

## Personnalités liées au club
- Martin Galia : joueur de 2016 à 2022
- Marcin Lijewski : entraîneur de 2019 à 2022
- Szymon Sićko : joueur de 2018 à 2020
- Rennosuke Tokuda (en) : joueur